# Рютбеф
Рютбе́ф (фр. Rutebeuf) — французький трувер XIII століття, Один з найяскравіших представників французької поезії в епоху Людовика IX.

## Життя
Про життя його відомо тільки, що він походив з Шампані, приїхав до Парижа, постійно бідував, вів досить безладний спосіб життя, був вхожий у середовище мешканців Латинського кварталу, рано почав писати і виявив різнобічність дарування, писав багато, іноді на замовлення, заради нікчемного заробітку, але разом з тим завжди відгукувався на всі події, які хвилювали Париж і Францію. Точна дата його смерті невідома. Чи не єдиним джерелом біографічних відомостей про Рютебефа є його власні твори, в яких він іноді говорить про самого себе, відверто описуючи свою бідність; його ім'я нерідко з'являється і в заголовках власних віршів, вказуючи на їхній суб'єктивний характер («La povretei Rutebeuf», «La prière R.», «Li mariege R.» і т. д.).

## Творчість
У творах Рютбефа є зразки релігійної поезії, переспіви молитов, хвалебні гімни («Ave Maria», «Chauson de Notre Dame», «Le dit des propriétés de Notre Dame»), житія святих, містерії (ще в XV столітті великою популярністю користувалася одна з них, «Le miracle Théophile»). Особливо відомими були його сатиричні твори, в яких нещадно викривалися чернечі ордени («Le dit de la Mensonge», «Les ordres de Paris», «Chanson des ordres», «La vie du monde», «Le pharisien»). Рютбеф картає ченців за скупість, користолюбство, розбещеність, брак християнського смирення, лицемірство, висміює жебручих ченців, якобінців, домініканців. Нерідко Рютбеф вдається до сатири, описуючи представників інших верств суспільства — лицарів, купців, суддів, селян; він викриває й загальнолюдські вади, оминаючи лише учнівську молодь, до якої відчував велику симпатію. Заторкнувши тему хрестових походів, він намагався оживити в суспільстві інтерес і співчуття до них («La desputizons dou croizié et dou descroizié»). У своїх творах Рютбеф зобразив боротьбу між Паризьким університетом і домініканцями, які бажали отримати право на заняття університетських кафедр й домоглися зміщення одного з професорів, Ґійома де Сент-Амура («Le dit de l'Université de Paris»). Він писав і алегоричні твори (напр. «Renard de Bestourne»), і різноманітні фабльо на кшталт «Le testament de l'âne», іноді дуже дотепні, але грубуваті за формою.

## Твори
Твори Рютбефа перевидані А. Жюбіналем (у серії «Bibliothéque Elzevirienne», Париж, 1874) і А. Кресснером (Вольфенбюттель, 1885). Повне зібрання творів видано також видавництвом Ґарньє:
Rutebeuf, Œuvres complètes, ed. a cura di Michel Zink, Paris, Garnier, 2001.
Найвідоміші твори Рютбефа:
- Vie de Sainte Helysabel
- Le Miracle de Théophile
- Nouvelle complainte d'outremer
- Renart le Bestourné ou Dit de l'Herberie
- Poèmes de l'infortune
- La Discorde de l'Université et des Jacobins, 1254

## Приклад поезії
«Весілля Рютбефа».
В сумну годину
Я взяв собі таку дружину,
яку ніде більш не зустріну.
Я сам не свій.
У шлюбі втратив супокій.
І в скруті я живу тяжкій.
Гидка на вроду,
Суха, мов щепка, й коса зроду,
За п'ятдесят, лихого роду.
За що кохать?
Адже їй час давно вмирать!
……………………………………….
Не буде в мене Дружина сита, — бо нужденна
Трапеза наша цілоденна.
Хоч не біда —
Не розжирієм: хліб, вода —
Для наших душ — пиття, їда.
(Переклад Миколи Терещенка).

## Українські переклади
У авторській антології перекладача Миколи Терещенка «Сузір'я французької поезії» (І — II, Київ, 1971) вміщено декілька перекладів українською з Рютбефа.